# USAC National Championship 1968
USAC National Championship 1968 var ett race som vanns av Bobby Unser, bara 11 poäng före Mario Andretti.

## Delsegrare
| Bana             | Vinnare           |
| ---------------- | ----------------- |
| Hanford          | Gordon Johncock   |
| Stardust         | Bobby Unser       |
| Phoenix          | Bobby Unser       |
| Trenton          | Bobby Unser       |
| Indianapolis 500 | Bobby Unser       |
| Milwaukee        | Lloyd Ruby        |
| Mosport Park     | Dan Gurney        |
| Mosport Park     | Dan Gurney        |
| Langhorne        | Gordon Johncock   |
| Pikes Peak       | Bobby Unser       |
| Castle Rock      | A.J. Foyt         |
| Nazareth         | Al Unser          |
| Clermont         | Al Unser          |
| Clermont         | Al Unser          |
| Langhorne        | Al Unser          |
| Langhorne        | Al Unser          |
| Mont Tremblant   | Mario Andretti    |
| Mont Tremblant   | Mario Andretti    |
| Springfield      | Roger McKluskey   |
| Milwaukee        | Lloyd Ruby        |
| DuQuoin          | Mario Andretti    |
| Springfield      | A.J. Foyt         |
| Trenton          | Mario Andretti    |
| Sacramento       | A.J. Foyt         |
| Michigan         | Ronnie Bucknum    |
| Hanford          | A.J. Foyt         |
| Phoenix          | Gary Bettenhausen |
| Riverside        | Dan Gurney        |

## Slutställning
| Plats | Förare             | Poäng |
| ----- | ------------------ | ----- |
| 1     | Bobby Unser        | 4330  |
| 2     | Mario Andretti     | 4319  |
| 3     | Al Unser           | 2895  |
| 4     | Lloyd Ruby         | 2799  |
| 5     | Billy Vukovich Jr. | 2410  |
| 6     | A.J. Foyt          | 1860  |
| 7     | Dan Gurney         | 1800  |
| 8     | Gary Bettenhausen  | 1595  |
| 9     | Mel Kenyon         | 1355  |
| 10    | Jim Malloy         | 1265  |
| 11    | Sam Sessions       | 1260  |
| 12    | Gordon Johncock    | 1257  |
| 13    | Roger McKluskey    | 1228  |
| 14    | Ronnie Bucknum     | 1200  |
| 15    | Bud Tingelstad     | 1016  |
| 16    | Wally Dallenbach   | 960   |
| 17    | George Snider      | 919   |
| 18    | Larry Dickson      | 890   |
| 19    | Johnny Rutherford  | 890   |
| 20    | Mike Mosley        | 860   |
| 21    | Joe Leonard        | 850   |
| 22    | Art Pollard        | 696   |
| 23    | Denny Hulme        | 600   |